# Paralopha rubiginea
Paralopha rubiginea är en fjärilsart som beskrevs av George Thomas Bethune-Baker 1908. Paralopha rubiginea ingår i släktet Paralopha och familjen nattflyn. Inga underarter finns listade i Catalogue of Life.